# Echt Kriekenbier
Echt Kriekenbier is een Belgisch bier. Het wordt gebrouwen door Brouwerij Verhaeghe te Vichte.
Echt Kriekenbier is een fruitbier met een alcoholpercentage van 6,8%. Het wort heeft een densiteit van 16° Plato. Zoals de naam aangeeft, wordt het bier enkel gemaakt met echte krieken, afkomstig van de streek rond Sint-Truiden. De basis van Echt Kriekenbier is geen lambiek, maar West-Vlaamse roodbruine ale die gerijpt is op eiken vaten. Om een min of meer vaste smaak te garanderen wordt het bier uiteindelijk nog versneden met kriek van 1 en 2 jaar oud.
“Echt Kriekenbier” is de originele naam van het kriekenbier van de brouwerij. Een tijdlang heette het bier Echte Kriek (deze naam staat nog steeds op hun website), maar half de jaren ’90 werd terug de originele naam genomen.